# چمپداک
چمپداک گونه‌ای درخت و میوه از تیرهٔ توتان (Moraceae) از جنس میوه نان (Artocarpus) و بومی آسیای جنوبی شرقی است. مالزی، برونئی و اندونزی از مراکز این میوه هستند.
گوشتینه شیرین و آبداری دور دانه‌های میوه (که مثل بادام زمینی هستند) است و لایه محکمی بین پوست و هسته (که خوردنی نیست) موجود است. پوست بیرونی میوه تا اندازه‌ای چسبناک است.
چمپداک‌های برونئی شاید تا حدودی گرد باشند.